# Комінформ
Комінформ (рос. Коминформ), або Комінформбюро (Інформаційне бюро комуністичних та робітничих партій; Информационное бюро коммунистических и рабочих партий) — міжнародна комуністична організація. Заснована 27 вересня 1947 року на нараді комуністичних і робітничих партій у м. Шклярська Поремба. Діяла в 1947—1956 роках.

## Склад організації
Спочатку до Комінформу входили комуністичні партії 9 країн: СРСР, Болгарії, Угорщини, Польщі, Румунії, Чехословаччини, Югославії, Франції та Італії. Пізніше до організації приєдналась Албанська партія праці.
Оскільки Комуністична партія Іспанії перебувала на нелегальному становищі, вона формально не входила до складу Комінформу, проте газета організації видавалася також іспанською мовою.
1948 року через розрив стосунків між Тіто та Сталіним югославська компартія була виключена з Комінформу. Штаб-квартира організації, яка розташовувалась у Белграді, була перенесена до Бухареста.
Також до складу Комінформу не входили Комуністична партія Китаю, Комуністична партія Німеччини та Соціалістична єдина партія Німеччини.

## Діяльність
Офіційною метою Комінформу була координаційна та інформаційна діяльність компартій, але насправді він, за задумом радянського керівництва, повинен був займатися пропагандою комуністичних ідей та радянської політики в Європі і протистояти доктрині Трумена та плану Маршалла.
Комінформ проводив наради комуністичних і робітничих партій, де приймалися резолюції, які містили оцінку міжнародного становища, закликали трудящих «на боротьбу за мир, демократію і соціалізм», засуджували діяльність Компартії Югославії тощо. Мав друкований орган — газету «За прочный мир, за народную демократию!», яка видавалася 19 мовами. 1956 року, після створення Організації Варшавського договору, Комінформ було розпущено.